# Гончарук Юрій Олексійович
Юрій Олексійович Гончарук (*12 лютого 1953, Київ) — український дипломат. Надзвичайний і Повноважний Посол України.

## Біографія
Народився 12 лютого 1953 року в м. Києві. У 1979 закінчив Київський державний університет ім. Шевченка, спеціаліст з міжнародних відносин, референт-перекладач німецької мови. Володіє іноземними мовами: російською та німецькою.
- З 1992 — перший секретар, радник в МЗС України.
- З 1995 по 2001 — радник, радник-посланник в Посольстві України в Австрійській Республіці.
- З 2002 по 2005 — начальник Управління політичного аналізу та планування МЗС України.
- З 2006 по 2008 — радник Секретаріату Президента України Головної служби зовнішньої політики Секретаріату Президента України.
- З 2008 по 2009 — головний консультант відділу співробітництва з міжнародними організаціями департаменту багатостороннього співробітництва Головної служби зовнішньої політики Президента України.
- З 2009 — заступник керівника Департаменту МЗС України.
- З 03 червня 2009[1] по 21 грудня 2016[2] — Надзвичайний і Повноважний Посол України в Республіці Македонія.